# Ante Sorić
Ante Martin Sorić (Preko, 9. veljače 1929. – Zagreb, 15. listopada 2014.), hrvatski galerist, saborski zastupnik, dugogodišnji voditelj negdašnjega Muzejskog prostora, današnjih Klovićevih dvora, jedan od najpoduzetnijih hrvatskih kulturnih djelatnika. Pionir shvaćanja marketinga.

## Životopis
Rodio se je na otoku Ugljanu kao deveto u obitelji od trinaestero djece. Osnovnu školu pohađao je u šibenskom sjemeništu, gimnaziju je također završio u Šibeniku, a u Zagrebu je diplomirao pravo na Pravnom fakultetu. U Drugome svjetskom ratu prišao hrvatskom pokretu otpora. Poslije rata radio kao turistički predstavnik Jugoslavije u Londonu od 1961. do 1967. godine. Nakon toga bio je zaposlenikom Gospodarske komore. Bio je saborski zastupnik od 1971. u dva saborska mandata, ali nije poznato da je ušao u sabornicu jer je stalno bio na terenu. Obnašao dužnost direktora Doma sportova. Za nastup je doveo Matu Parlova, Rolling Stonese i dr. Godine 1978. smijenjen je jer u radni odnos nije htio primiti dokazano nesposobnu osobu koja je bila u bliskom srodstvu jednog moćnika. Od 1979., s uglednim životopisom, premda je za ondašnje prilike trebao biti zaštićen kao partizan, dvije je godine bio bez posla. Popularnom metodom diskvalifikacije Hrvata u Jugoslaviji, proglašen je hrvatskim nacionalistom čime je i uz besprijekorni životopis ostao bez posla. Tada ga je Stipe Šuvar povezao spojio s Antom Topićem Mimarom da bi s njime radio na smještaju Mimarine donatorske zbirke, prvo najprije na Jezuitskom, pa na Rooseveltovu trgu 1987. godine.
Pohađanje sjemenišne škole pomoglo mu je poslije organizirati velebnu izložbu Riznica zagrebačke katedrale, nevjerojatnu za ondašnje socijalističko vrijeme. Otvorio ju je 1983. u Muzejskom prostoru. Poslije su pod Sorićevim vodstvom održane još mnoge poznate izložbe.
Organizirao je više od 40 izložaba, a velika izložba kineske umjetnosti u Klovićevim dvorima i danas drži rekorde gledanosti. Ističu se izložbe "Ivan Meštrović", "Sto godina Strossmayerove galerije", "Drevna kineska kultura", "Pisana riječ u Hrvatskoj", "Kyoto – cvijet kulture Japana", "Zlatno doba Dubrovnika", "2000 godina nigerijske umjetnosti", "Vučedol", "Tisuću godina hrvatske skulpture", "Oči istine" i dr. Shvatio je važnost marketinga pa je za te potrebe uposlio Startova urednika Seada Saračevića. Zbog izvrsna marketinškog vođenja izložbe su imale dotad nevjerojatno velik broj gledatelja.
Sorić je pozornost posvećivao i svom rodnom mjestu. U brojnim je kulturnim i društvenim projektima sudjelovao, pored ostalih i pri osnivanju Pučkog otvorenog učilišta "Dom na žalu". Sorić je bio v.d. ravnatelja tog učilišta.

## Vanjske poveznice
- Jutarnji.hr – Miljenko Jergović: »Preminuo Ante Sorić, čovjek kojem su vjerovali i biskupi i komunisti« (2014., arhivirano 17. siječnja 2023.)